# جامعة كوكوشيكان
جامعة كوكوشيكان (بالإنجليزية: Kokushikan University)‏ هي جامعة خاصة في اليابان تأسست عام 1876. تقع في مدينة سيتشگايا، طوكيو.

## وصلات خارجية
الموقع الإلكتروني